# 山霜丸
山霜丸（やましもまる）はオーストラリア航路用に建造された山下汽船の貨物船。

## 船歴
山霜丸は大洋興業が鶴見製鉄造船に発注したもので、建造中に山下汽船に売却された。1937年（昭和12年）9月8日に起工し、1938年（昭和13年）3月14日に進水。同年6月9日に竣工した。
1941年（昭和16年）8月28日、日本海軍が徴傭。12月31日、呉鎮守府所管の特設運送船（雑用船）として入籍。
1942年（昭和17年）2月、マカッサル攻略作戦に参加。同年11月、ムンダに飛行場適地が発見されたことを受けて同地への設営隊等の輸送が実施された。山霜丸は千早丸（拿捕船/海軍運航、7,087トン/元蘭船チサロア）とともに第3次輸送に参加し、駆逐艦黒潮、羽風、第二号哨戒艇の護衛で27日にショートランドから出発。同日中にムンダに到着し、揚陸を行った。その最中に敵機の攻撃を受けたが、この時は被害はなかった。しかし、28日の帰投途中に爆撃で千早丸が一時航行不能となり、山霜丸が曳航した。輸送内容は第二十二設営隊の一部などであった。
1943年（昭和18年）1月16日、山霜丸はムンダへ向かう横須賀第七特別陸戦隊高射機銃中隊の輸送に従事。ブインへの帰路、至近で魚雷が爆発し被害が生じた。
2月15日、山霜丸は呉鎮守府所管の特設工作艦に類別変更された。
6月23日、山霜丸は姉妹船の新玉丸（玉井商船、6,873トン）と共に第3623船団を編制し、駆逐艦松風、特設砲艦第二号長安丸（東亜海運、2,631トン）の護衛を受けて横須賀を出港。7月1日、駆逐艦有明が船団に合流。2日1950、船団はトラックに到着した。
10月20日、トラックに宇品から戦艦山城と伊勢および第十一水雷戦隊による丁三号輸送部隊で日本陸軍第52師団の一部兵力（甲支隊）の第二次輸送部隊（歩兵第107連隊第3大隊や機関銃・野砲中隊など、合計2000名）が輸送されてきた。到着した丁三号輸送部隊に搭載された輸送物資のうち、山城、伊勢に搭載されている分は山霜丸を含む輸送船4隻などに積み替えられることとなった。山霜丸を含む輸送船4隻はトラックからポナペまでの輸送を行うこととなり、22日からの第一回輸送、26日からの第二回輸送の2回にわたって輸送を行い、28日にトラックに帰還。輸送任務を完了した。
12月5日、アメリカ軍空母機がマーシャル諸島を攻撃。山霜丸はルオットでこの空襲にあい、損傷した。この後山霜丸は同じ空襲で損傷した軽巡洋艦五十鈴と長良の応急修理を行った。
1944年（昭和19年）2月22日、山霜丸は船団に加入してサイパンを出航し、横須賀へ向かう。同日午後、船団は北緯00度04分 東経130度44分 / 北緯0.067度 東経130.733度の地点でアメリカ潜水艦ガトー(USS Gato, SS-212)の雷撃を受け、山霜丸は被雷し損傷した。同日夜、船団はアメリカ潜水艦タング(USS Tang, SS-306)に発見される。タングは北緯14度47分 東経144度50分 / 北緯14.783度 東経144.833度)のサイパン島近海で魚雷4本を発射。まもなく福山丸（会陽汽船、3,581トン）が被雷し沈没した。
翌23日、再び船団に接近したタングは午前一時頃、北緯14度45分 東経144度32分 / 北緯14.750度 東経144.533度のロタ島北方100km地点付近で船団の先頭を行く山霜丸に対して魚雷を4本発射。1本目が山霜丸の後部に命中し、2本目も命中。3本目は山霜丸の船橋付近に命中し、山霜丸は爆発を起こして炎上しながら沈没した。特務艦長の柏木英大佐および船員3名が戦死した。同年7月10日除籍及び解傭。
1985年（昭和60年）5月21日、呉市長迫公園（旧海軍墓地）に山霜丸の慰霊碑が建立された。

## 特務艦長
1. 柏木英 大佐：1943年3月20日[25] - 1944年2月23日戦死 ※同日、海軍少将に特進。